# 德国天空公司
德国天空卫视（德語：Sky Deutschland）前称「普莱米尔电视台」，是德国的一家衛星電視台，由德国天空有限責任公司（Sky Deutschland GmbH）所擁有，经由数字有线电视及卫星电视等渠道进行播放；其服務由旗下負責，主要经营付费电视节目。该台播放范围包括德国及奥地利，在瑞士则可透过付费电视Teleclub所提供的套餐收看。
新聞集團從2008年1月開始購入该公司前身普莱米尔的股份。2009年5月14日，普莱米尔宣布于2009年7月推出崭新付费电视服务，取得英國天空廣播授權「天空」（Sky）品牌替代「普莱米尔」（Premiere），「普莱米尔股份公司」（Premiere AG）亦将更名「德国天空股份公司」（Sky Deutschland AG）；此時新聞集團持股已達30%，將所運作的英國、義大利、德國三家付費電視台統一品牌化管理。同年7月9日，举行的股东大会上决议通过。
2014年7月25日，英國天空廣播集團收購德國天空公司納入旗下。2015年11月25日，德国天空公司宣布其股份公司（AG）法人轉換為有限責任公司（GmbH）。

## 外部連結
- 官方网站